# Livermore (Maine)
Livermore és una població dels Estats Units a l'estat de Maine (EUA). Segons el cens del 2000 tenia 2.106 habitants.

## Demografia
Segons el cens del 2000, Livermore tenia 2.106 habitants, 842 habitatges, i 602 famílies. La densitat de població era de 21,6 habitants/km².
Dels 842 habitatges en un 30,2% hi vivien nens de menys de 18 anys, en un 60,1% hi vivien parelles casades, en un 6,5% dones solteres, i en un 28,5% no eren unitats familiars. En el 23,8% dels habitatges hi vivien persones soles el 8,9% de les quals corresponia a persones de 65 anys o més que vivien soles. El nombre mitjà de persones vivint en cada habitatge era de 2,5 i el nombre mitjà de persones que vivien en cada família era de 2,93.
Per edats la població es repartia de la següent manera: un 23,9% tenia menys de 18 anys, un 6,1% entre 18 i 24, un 30% entre 25 i 44, un 26,5% de 45 a 60 i un 13,5% 65 anys o més.
L'edat mediana era de 39 anys. Per cada 100 dones de 18 o més anys hi havia 105 homes.
La renda mediana per habitatge era de 38.850 $ i la renda mediana per família de 44.904 $. Els homes tenien una renda mediana de 32.898 $ mentre que les dones 25.208 $. La renda per capita de la població era de 17.706 $. Entorn del 2% de les famílies i el 5,1% de la població estaven per davall del llindar de pobresa.